# Beware of the Dog
Beware of the Dog – trzeci album blues-rockowego trio Hound Dog Taylor & the HouseRockers, wydany w 1976 roku, już po rozwiązaniu zespołu i śmierci Taylora.

## Lista utworów
Poza oznaczonymi, wszystkie piosenki napisane przez Taylora.
| 1. | "Give Me Back My Wig"                         | 4:38  |
|    |                                               |       |
| 2. | "The Sun Is Shining" (James)                  | 4:34  |
|    |                                               |       |
| 3. | "Kitchen Sink Boogie" (Taylor/Philips/Harvey) | 4:19  |
|    |                                               |       |
| 4. | "Dust My Broom" (Johnson)                     | 3:18  |
|    |                                               |       |
| 5. | "Comin' Around the Mountain"                  | 3:58  |
|    |                                               |       |
| 6. | "Let's Get Funky"                             | 5:08  |
|    |                                               |       |
| 7. | "Rock Me, Baby"                               | 4:03  |
|    |                                               |       |
| 8. | "It's Alright"                                | 4:05  |
|    |                                               |       |
| 9. | "Freddie's Blues"                             | 6:32  |
|    |                                               |       |
|    |                                               | 40:35 |
|    |                                               |       |

## Wykonawcy
- Hound Dog Taylor – wokal, gitara slide
- Brewer Philips – gitara
- Ted Harvey – instrumenty perkusyjne